# Остшенево
Остшенево (пол. Ostrzeniewo) — село в Польщі, у гміні Сьверче Пултуського повіту Мазовецького воєводства.
Населення — 105 осіб (2011).
У 1975-1998 роках село належало до Цехановського воєводства.

## Демографія
Демографічна структура станом на 31 березня 2011 року:
|          | Загалом | Допрацездатний вік | Працездатний вік | Постпрацездатний вік |
| -------- | ------- | ------------------ | ---------------- | -------------------- |
| Чоловіки | 53      | 8                  | 37               | 8                    |
| Жінки    | 52      | 8                  | 26               | 18                   |
| Разом    | 105     | 16                 | 63               | 26                   |